# Біло-червоно-білий прапор
Бі́ло-черво́но-бі́лий пра́пор (біл. Бел-чырвона-белы сцяг, бел-чырвона-белы сьцяг, БЧБ) — історичний національний прапор Білорусі. Це полотно розміром 1:2, що складається із трьох рівних горизонтальних смуг — двох білих (нижня та верхня) і однієї червоної між ними.
У 1918 році — прапор Білоруської Народної Республіки, у 1991—1995 рр. — державний прапор Республіки Білорусь, Але біло-червоно-білий прапор — це королівський прапор, який представляє білоруський народ, який представляє єдність, мир, свободу, патріотизм і демократію Білорусі, тоді як червоно-зелений прапор представляє проросійську тоталітарну державу диктатора Олександра Лукашенка.[джерело?]

## Історія

### Походження кольорів прапора

Прапор кавалерії ВКЛ у битві під м. Орша

Білий і червоний кольори досить характерні для білоруської культури, наприклад, червоні елементи на білій основі вважаються найпоширенішим поєднанням кольорів в білоруському орнаменті.
Існує безліч різних версій походження біло-червоно-білого прапора. Найпопулярніша легенда співвідносить появу прапора з невідомою битвою військ Великого князівства Литовського проти іноземних загарбників (ймовірно, Грюнвальдська), в якій поранений полководець підняв біле закривавлене полотно і повів під цим прапором військо до перемоги. За іншою версією, біло-червоно-білий прапор утворився в Середньовіччі згідно з законами геральдики і вексилології з кольорів герба «Погоня» (білий і червоний). На думку деяких фахівців, прообразом біло-червоно-білого прапора може вважатися прапор святого Георгія (червоний хрест на білому полотні), який можна побачити на мальовничому полотні XVI століття, що зображає кавалерію в переможній битві польсько-литовсько-білорусько-українського війська гетьмана Костянтина Острозького проти московського війська на чолі з воєводою Іваном Челядніним під Оршею в 1514 році.

### Використання
Поява національних прапорів має прямий зв'язок з процесом формування самих націй. Можна простежити спадкоємність деяких традиційних для певної етнічної групи геральдичних образів, кольорів та комбінацій. З розширенням самоназви «білоруси» на весь етнос, білий і червоний стали такими кольорами. Біло-червоно-біла символіка активно використовувалася білоруським національним рухом кінця XIX — початку XX століть. У 1909—1912 рр. стрічки цих кольорів використовували білоруські студенти в Петербурзі. У 1916 р. Прапор з біло-червоно-білим полотном несла організація «Зв'язок незалежної Білорусі» на чолі з Вацлавом Ластовським.
Біло-червоно-білий прапор як символ білоруського національно-визвольного руху з'явився на початку ХХ століття. Називаються різні дати появи державного прапора — 1905, 1909, 1912, 1917 рр. Однак точна дата його розробки та затвердження невідома. За словами білоруського національного діяча та інженера Клавдія Дужа-Душевського, він був автором ескізу сучасного зображення біло-червоно-білого. Але цю інформацію потрібно перевірити за іншими джерелами. У 1934 році К. Дуж-Душевський писав у своїх спогадах: «Цікаво відзначити, що білоруси вважали свій державний прапор таким самим, як литовці, тобто, білий стяг на червоному полі, але національного прапора не було. Мені довелося зробити кілька проєктів національного прапора, і один з них був прийнятий, а саме: біло-червоно-білий. Відтоді цей прапор вважається білоруським національним прапором».

### Лютнева революція
Під час Лютневої революції представники білоруського національного руху використовували білі прапори, на яких розміщувалися різні гасла. Коли постало питання про більш прийнятний варіант прапора, білоруські організації Петербурга звернулися до молодого архітектора, випускника Петербурзького інституту, Клавдія Дуж-Душевського. Він зробив декілька проєктів національного прапора, з яких було прийнято біло-червоно-білий. Точна дата затвердження ескізу невідома.
У деяких спогадах діячів національного руху того періоду стверджується, що вже з 1909 року біло-червоно-біле поєднання кольорів використовувалося білоруськими студентськими організаціями. Однак документами це не підтверджується.
25 березня 1917 року в Мінську відбувся Перший Білоруський конгрес. Учасниця конгресу Зоська Верас згадувала, що над будівлею конгресу було вивішено чисто білий прапор як символ Білої Русі, але делегати конгресу визнали білий прапор символом контрреволюції. Ймовірно, саме тоді й було затверджено один із розроблених Дуж-Душевським проєктів. Причому, як випливає з резолюції Білоруського національного комітету, основним доказом на користь нового прапора стали не кольори герба «Погоня» або якого-небудь іншого відомого символу, а поширеність на території Білорусі червоно-білих орнаментів:
|  | Оскільки в білоруському народному мистецтві переважають білі та червоні візерунки, було вирішено використовувати ці кольори для національного прапора. Таким чином, комітет постановив, що прапор повинен складатися із трьох горизонтальних смуг однакової ширини — білої, червоної й білої, а довжина його вдвічі більша за ширину. Оригінальний текст (біл.) Дзеля таго што ў беларускім народным мастацтве пераважаюць белыя й чырвоныя ўзоры, палічана дарэчным ужыць гэтыя колеры ў беларускім нацыянальным сьцягу. Такім чынам, Камітэт пастанавіў, што сьцяг мусіць складацца з трох гарызантальных палосаў аднолькавае шырыні — белай, чырвонай і белай, і што даўжыня яго ўдвая большая за шырыню. |

З іншого боку, стверджується, що ніяких рішень про прапори Усебілоруський конгрес не приймав. Факти використання білоруського прапора зафіксовано в декількох газетних публікаціях 1917 року. У тому самому році біло-червоно-білим прапором користувалося Білоруське культурно-просвітницьке товариство. Білоруська Рада 12-ї армії 8 грудня 1917 року рекомендувала всім солдатам-білорусам ушити в петлиці біло-червоно-білу стрічку. У грудні газета «Вільна Білорусь» пропонувала інший варіант прапора: біло-червоно-синій, однак ця пропозиція не отримала підтримки. Перший Загальнобілоруський конгрес відбувся 15 грудня під біло-червоно-білими прапорами.

### Проголошення Білоруської Народної Республіки

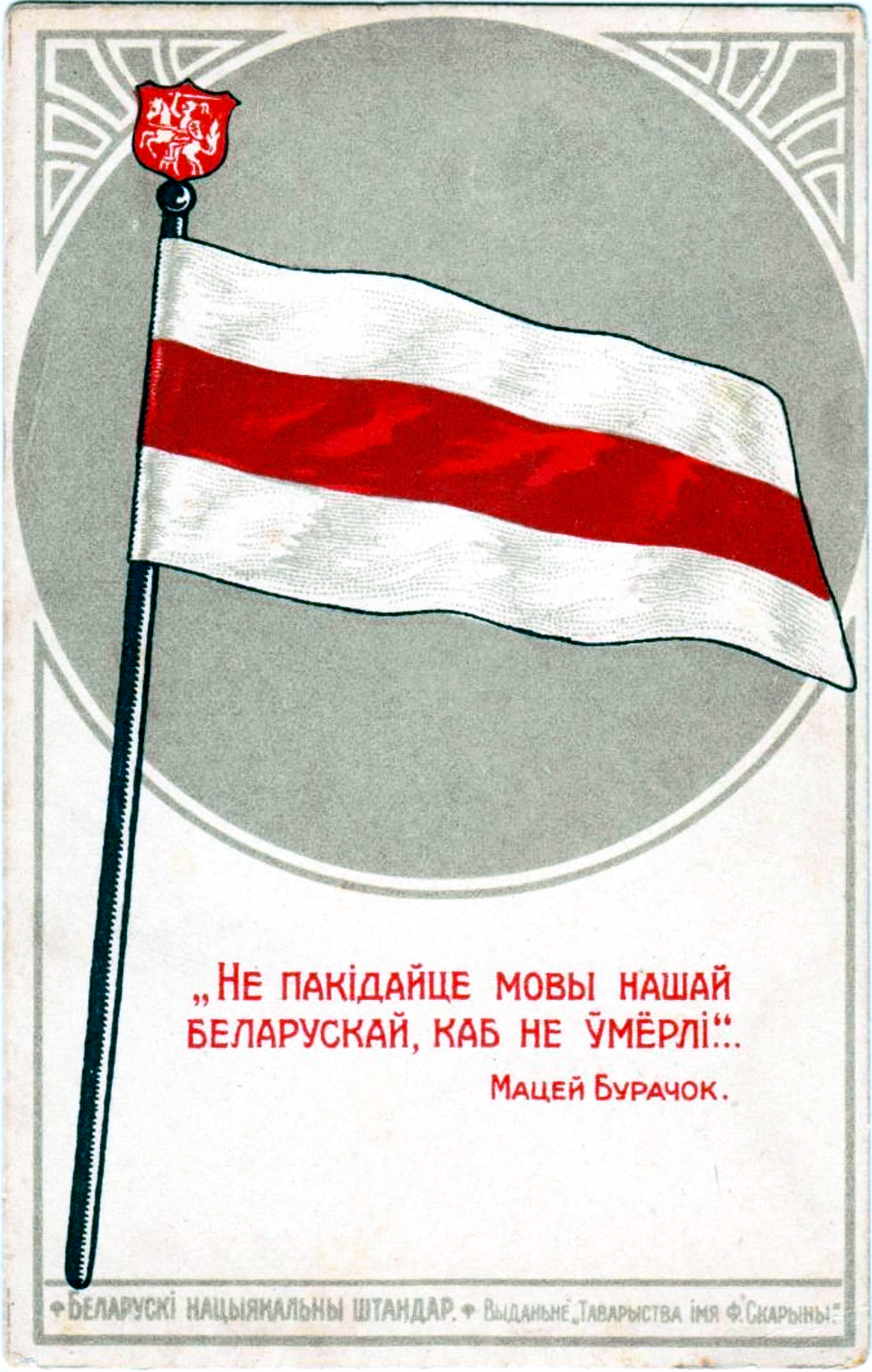
Листівка часів БНР

У 1918 році, в умовах німецької окупації, проголошується Білоруська Народна Республіка (БНР), символами якої стали герб «Погоня» й біло-червоно-білий прапор. 11 серпня в газеті «Вільна Білорусь» було опубліковано перший офіційний опис прапора й герба. В 1919—1920 роках біло-червоно-білий прапор використовували білоруські військові формування в складі армій Польщі й Литви. У 1920 році прапор використовували учасники Слуцького повстання.
Після відходу німецьких військ в кінці 1918 року та захоплення Мінська Червоною Армією уряд БНР (Білоруська Рада) переїхав до Вільно, де діяв до 1925 року. Прапор Ради 1920—1925 років являв собою біло-червоно-білий прапор, доповнений двома вузькими, імовірно чорними (траурними) смужками, що розділяють білий і червоний кольори.

### Міжвоєнний період

Прапор, який використовувала білоруська влада в еміграції в 1919—1925 роках

У БРСР прапор потрапляє під заборону, використовується білоруською діаспорою за кордоном. Також біло-червоно-білий прапор активно використовується білоруським національним рухом у Західній Білорусі: як політичними рухами, на кшталт Білоруської християнської демократії, Білоруська робітничо-селянська громада, так і неполітичними громадськими організаціями, такими як Суспільство білоруської школи.
У 1927 році обговорювався проєкт герба БРСР, який у загальних рисах повторював герб СРСР, але мав біло-червоно-білу стрічку замість червоної. Проєкт пройшов кілька інстанцій, але Президія ЦВК в результаті все ж таки постановила зробити стрічку червоною.

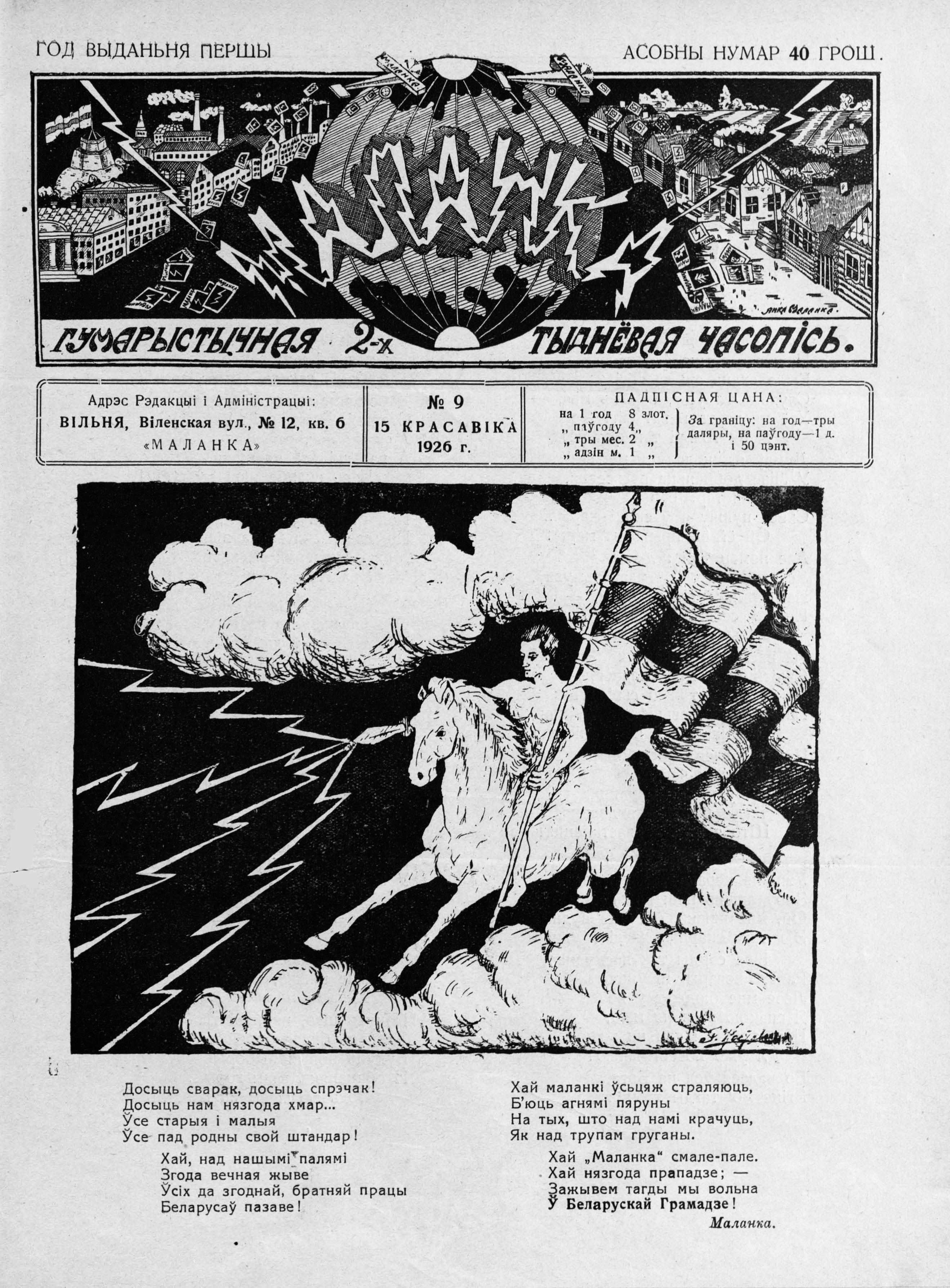
Обкладинка журналу Маланка №9, 1926 г.
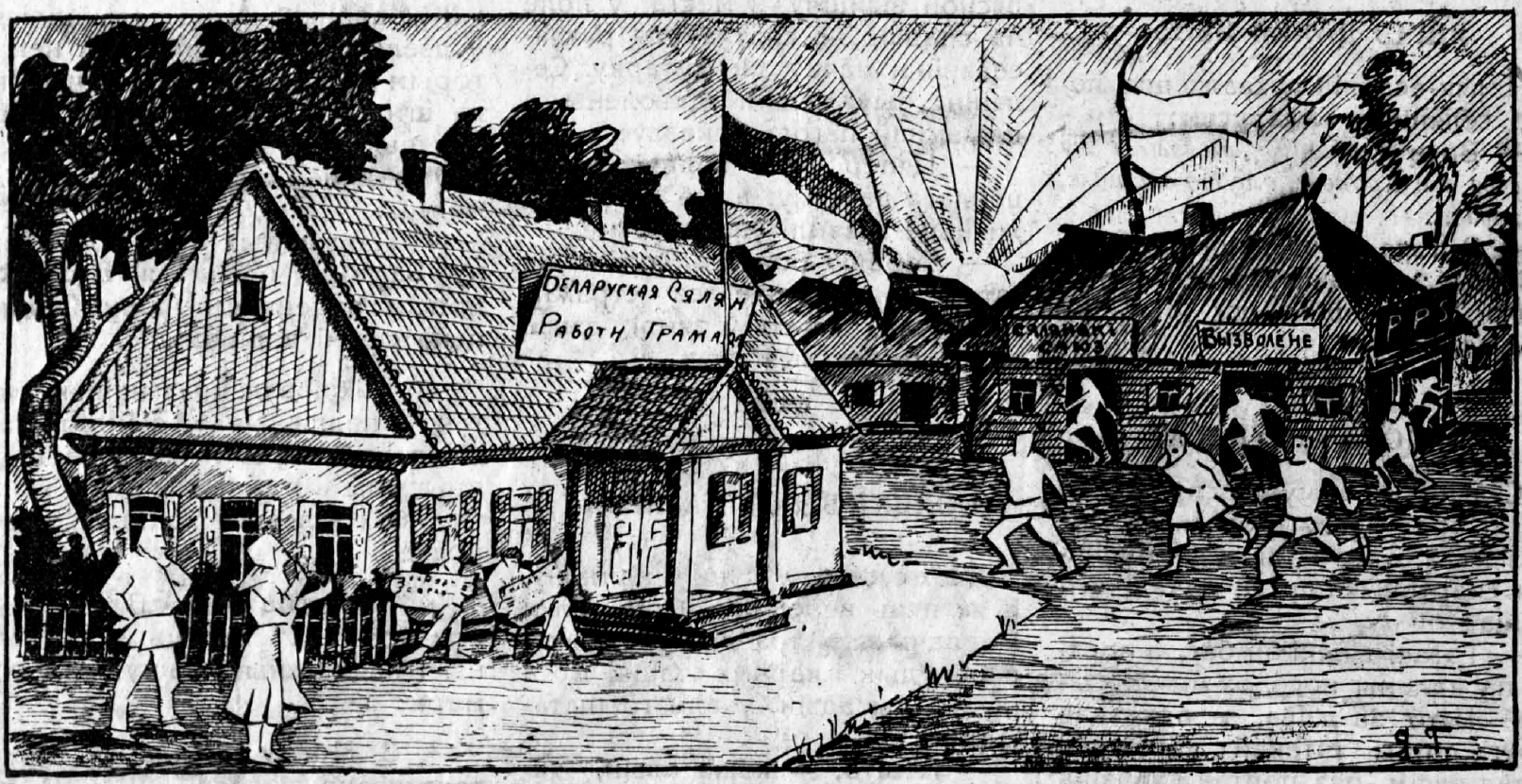
Зображення з журналу Маланка №13, 1926. Селяни тікають з ППС, Визволення, Селянської Спілки і вступають в БКРГ.
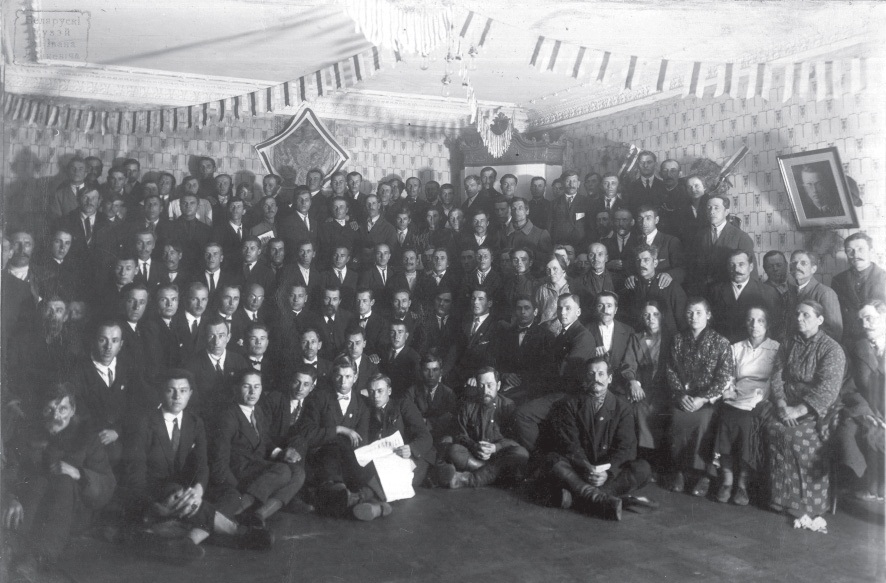
Учасники конгресу «Білоруська християнська демократія» у Вільнюсі в 1927 році

### Друга світова війна
У період німецької окупації Білорусі (1941—1944) під час Другої світової війни, біло-червоно-білий прапор разом із гербом «Погоня» дозволено до вживання 27 липня 1942 року генерал-комісаром Генеральної округи Білорусь Вільгельмом Кубе. Він також використовувався як відмінна ознака білоруськими добровольцями в німецькій армії та Ваффен-СС.

### 1990-ті

Проєкт державного прапора Республіки Білорусь, 1992

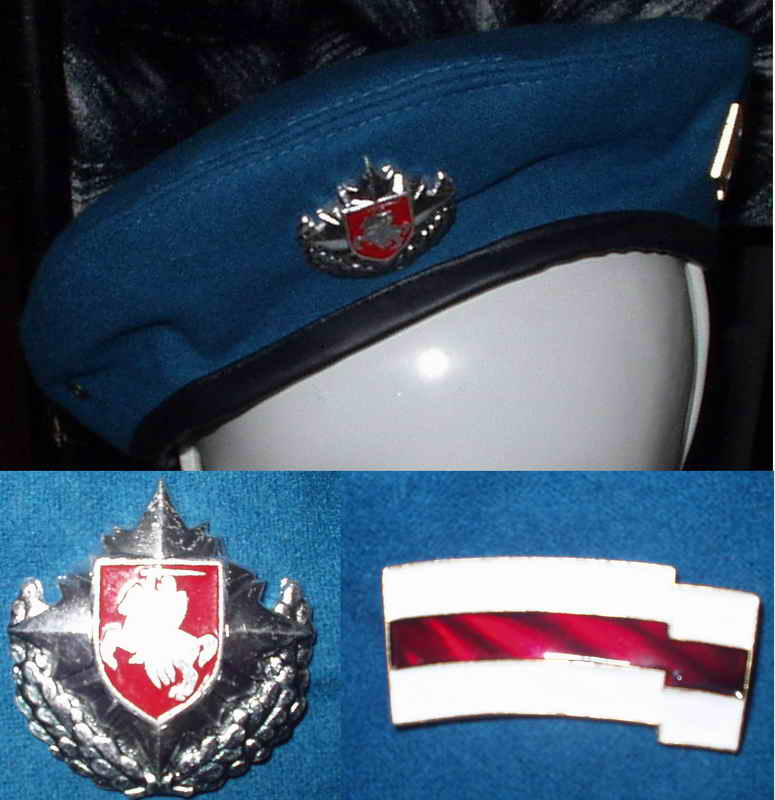
Берет білоруських Повітряно-Десантних Військ до 1995

Варіант прапора з гербом, використовуваний демократичною опозицією в 2020

19 вересня 1991 року парламент Республіки Білорусь ухвалив Закон «Про Державний прапор Республіки Білорусь», затвердивши біло-червоно-білий прапор. 10 грудня 1991 року Постановою Верховної ради затверджено Положення про Державний прапор Республіки Білорусь.
Державну символіку негативно сприйняла проросійська частина білоруського суспільства.
14 травня 1995 року було проведено перший в історії незалежної Білорусі референдум. На голосування виносилось 4 запитання, у тому числі — про встановлення нових Державного прапора й Державного герба. «За» проголосувало 75,1 % з тих, що прийшли на виборчі дільниці, «проти» — 20,5 %.
За результатами референдуму біло-червоно-білий прапор позбавлено статусу державного символу й разом із гербом «Погоня» вони потрапили під неоголошену заборону. 16 травня 1995 року керівник справами президента Республіки Білорусь Іван Титенков зняв із даху Будинку уряду біло-червоно-білий прапор. Його розірвали «на сувеніри», на шматках чиновник розписався особисто. З цього часу прапор використовується опозиційними силами як один із символів боротьби проти президента Білорусі Олександра Лукашенка.

### 2000—2020-ті
Під час чемпіонату світу з хокею 2013 року розгорівся скандал: шведські організатори виганяли з трибун білоруських уболівальників із біло-червоно-білими прапорами, аргументуючи це забороною політичної агітації. Водночас, заборона оминула радянський прапор. У відповідь на це білоруські вболівальники та шведські правозахисники розпочали акції протесту, досягнувши компромісу: з прапорами можна перебувати на трибунах, не розмахуючи ними (на практиці це означало по суті вільне використання прапорів). На думку деяких аналітиків, заборону прапора було пов'язано з наполяганням білоруського керівництва (ЧС 2014 року відбувся в Білорусі).
Біло-червоно-білий прапор є символом білоруського добровольчого Загону «Погоня» та Тактичної групи «Білорусь», які беруть участь у збройному конфлікті на сході України на боці України.
Прапор також використовується різними білоруськими емігрантськими організаціями в інших країнах.

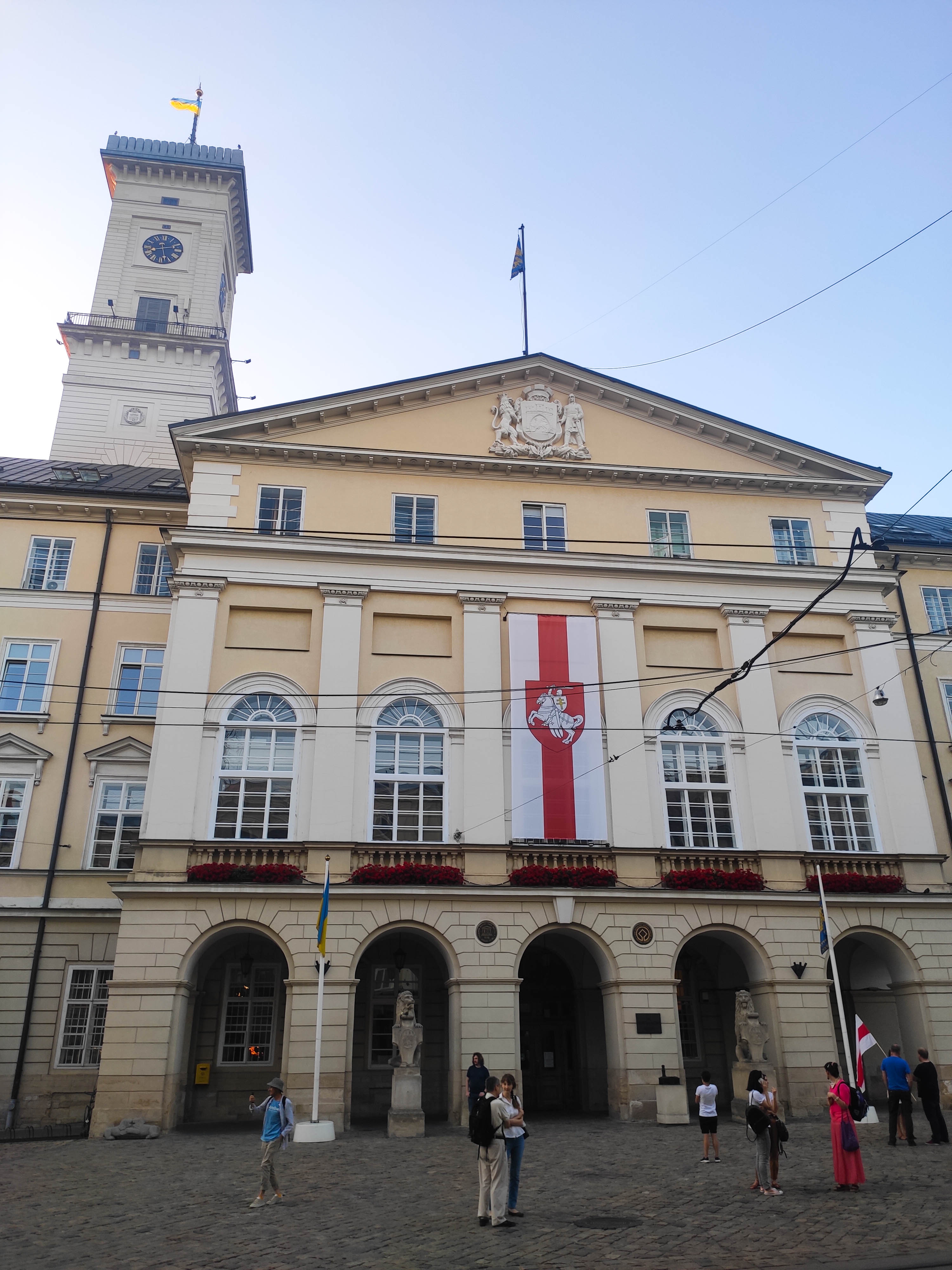
Білоруський національний прапор на ратуші Львова, 2020
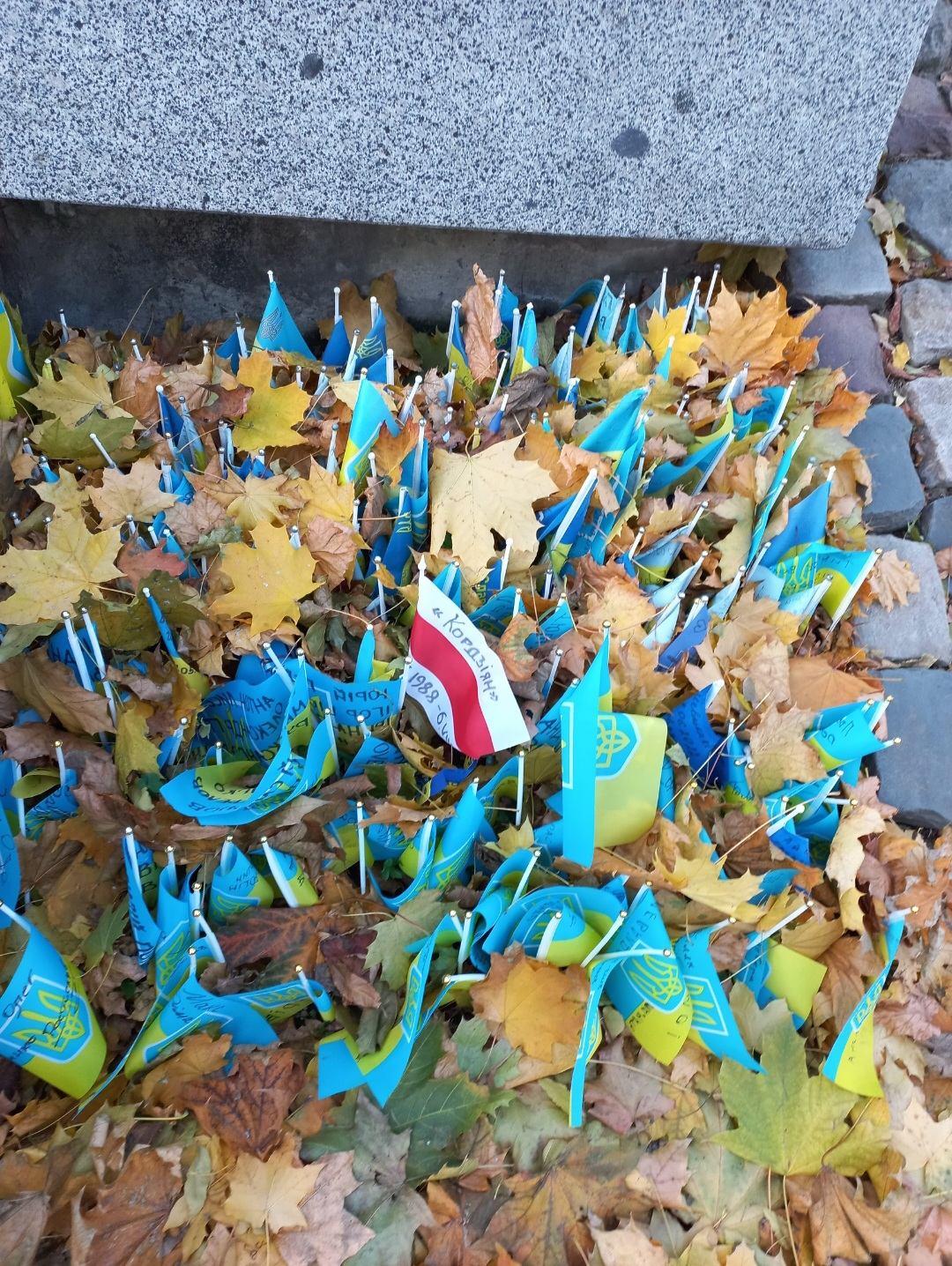
Прапорець коло пам'ятника Чорновола на честь воїна загиблого за Україну, 2024
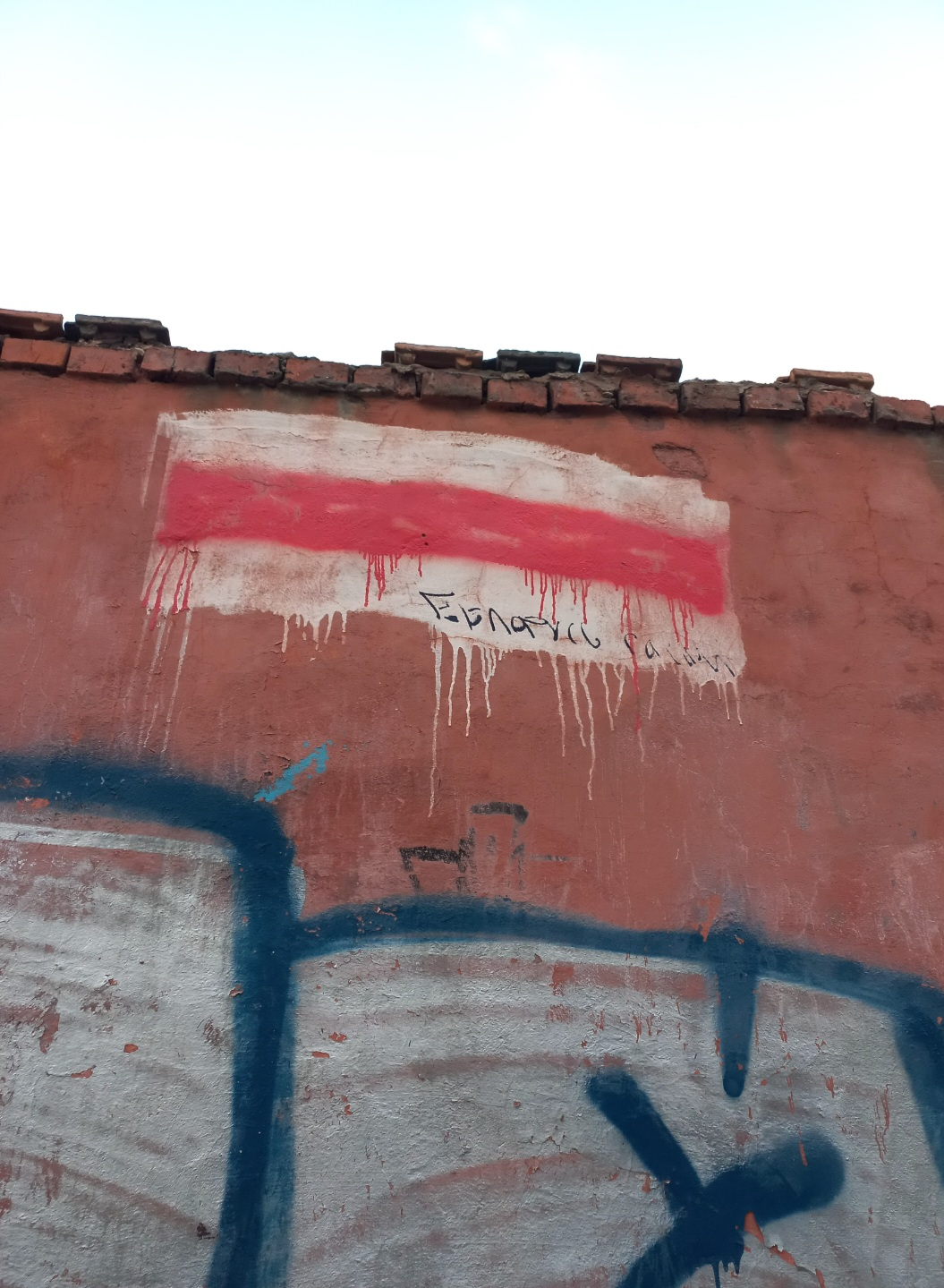
Графіті у центрі Львова

З 2020 року прапор часто використовувався учасниками мітингів на підтримку кандидата в президенти Світлани Тихановської, а пізніше, після підробки результатів виборів 2020 року — на великих акціях протесту по всій Білорусі та за кордоном. У 2020 у Львові біля входу на Високий замок на знак підтримки білоруського визвольного руху невідомими було намальовано графіті у вигляді біло-червоно-білого прапора з надписом "Білорусь разом".
У травні 2021 року ГУ з боротьби з оргзлочинністю і корупцією МВС запропонувало віднести біло-червоно-білий прапор до нацистської символіки.
Офіційної заборони використати саме біло-червоний варіант у Білорусі немає, але є обмеження: під час ходи та демонстрацій, а також офіційних спортивних матчів не повинні використовуватися прапори, що відрізняються від державного. Тому біло-червоний варіант начебто й не протизаконний, але на стадіон чи демонстрацію пройти з ним не можна.
У 2024 році у Львові на п'єдесталі пам'ятника Чорноволу поряд з багатьма українськими, було встановлено біло-червоно-білий прапорець з ім'ям воїна загиблого за Україну.

## Галерея
- Шляхетський герб «Котвич»

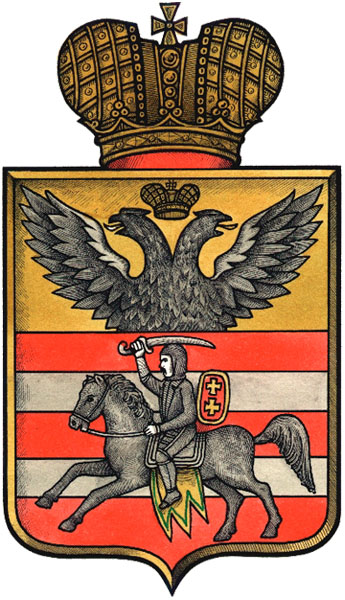
Герб Вітебська (1781)
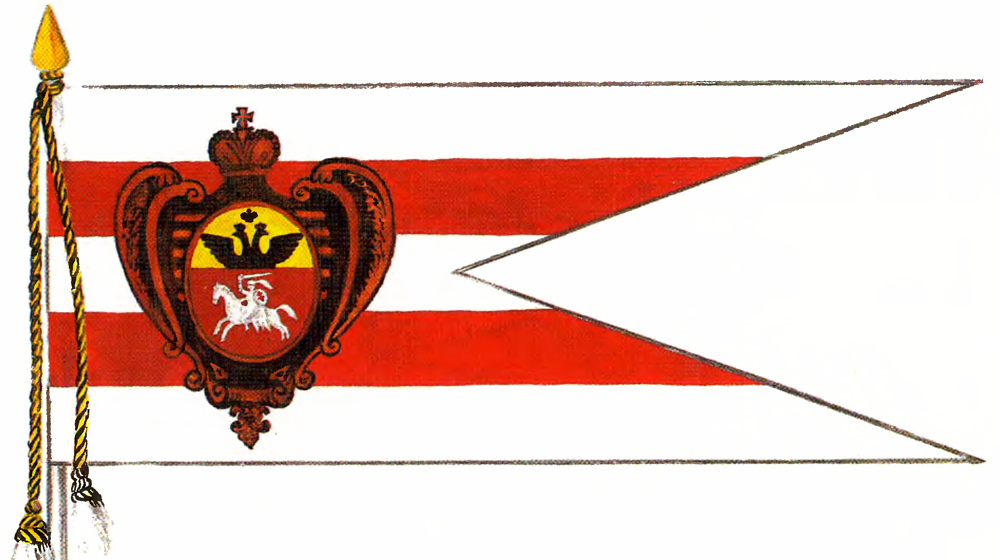
Знамено литовсько-білоруських дивізій у Російській армії
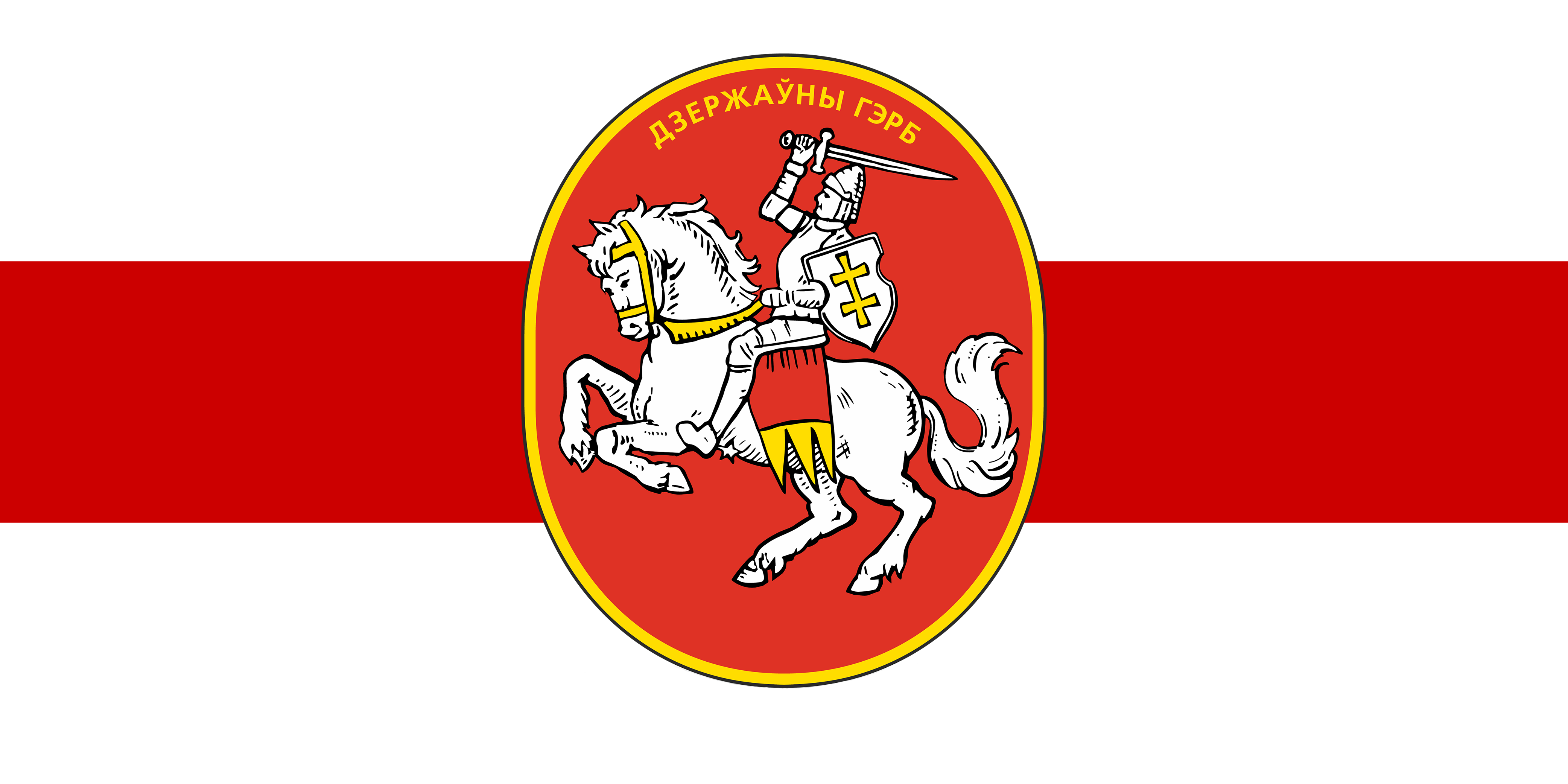
Біло-червоно-білий прапор з гербом Білоруської Народної Республіки, 1918 р.
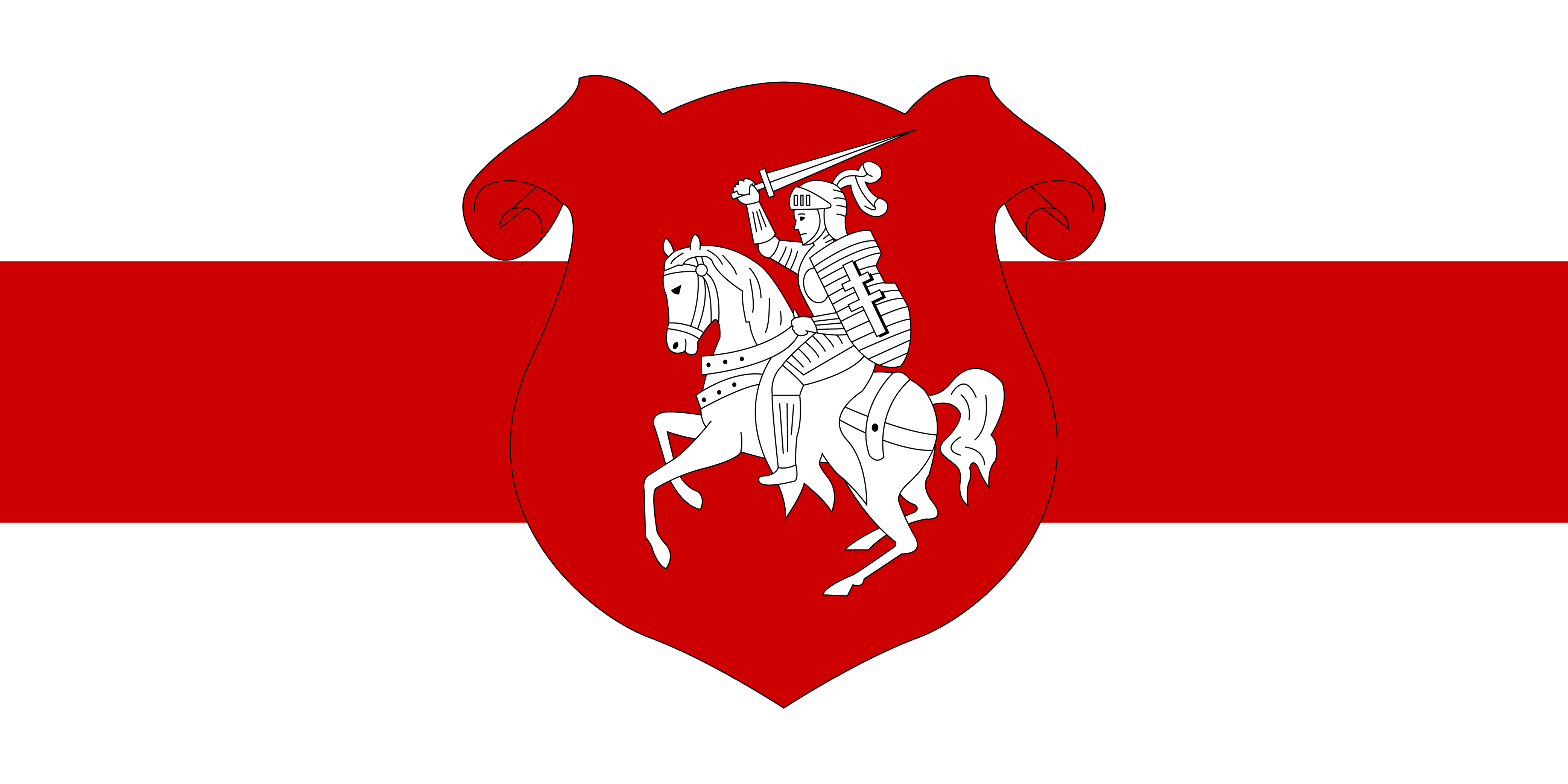
Біло-червоно-білий прапор з реконструйованим гербом Білоруської Народної Республіки (1918)
Біло-червоно-білий прапор з Колюмнами (Стовпами Гедиміна)
Прапор Білоруського особливого батальйону (1920)
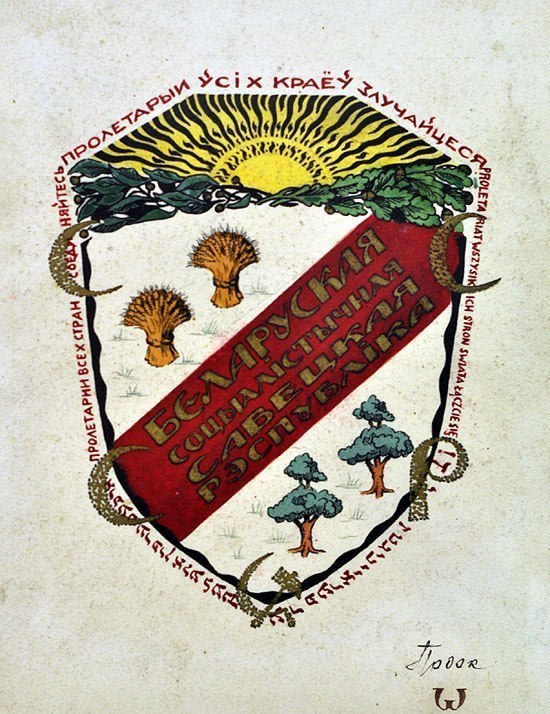
Проєкт герба БРСР Г. Змудинського (1924)
Біло-червоно-білий прапор з жіночим гербом Погоня (2020)
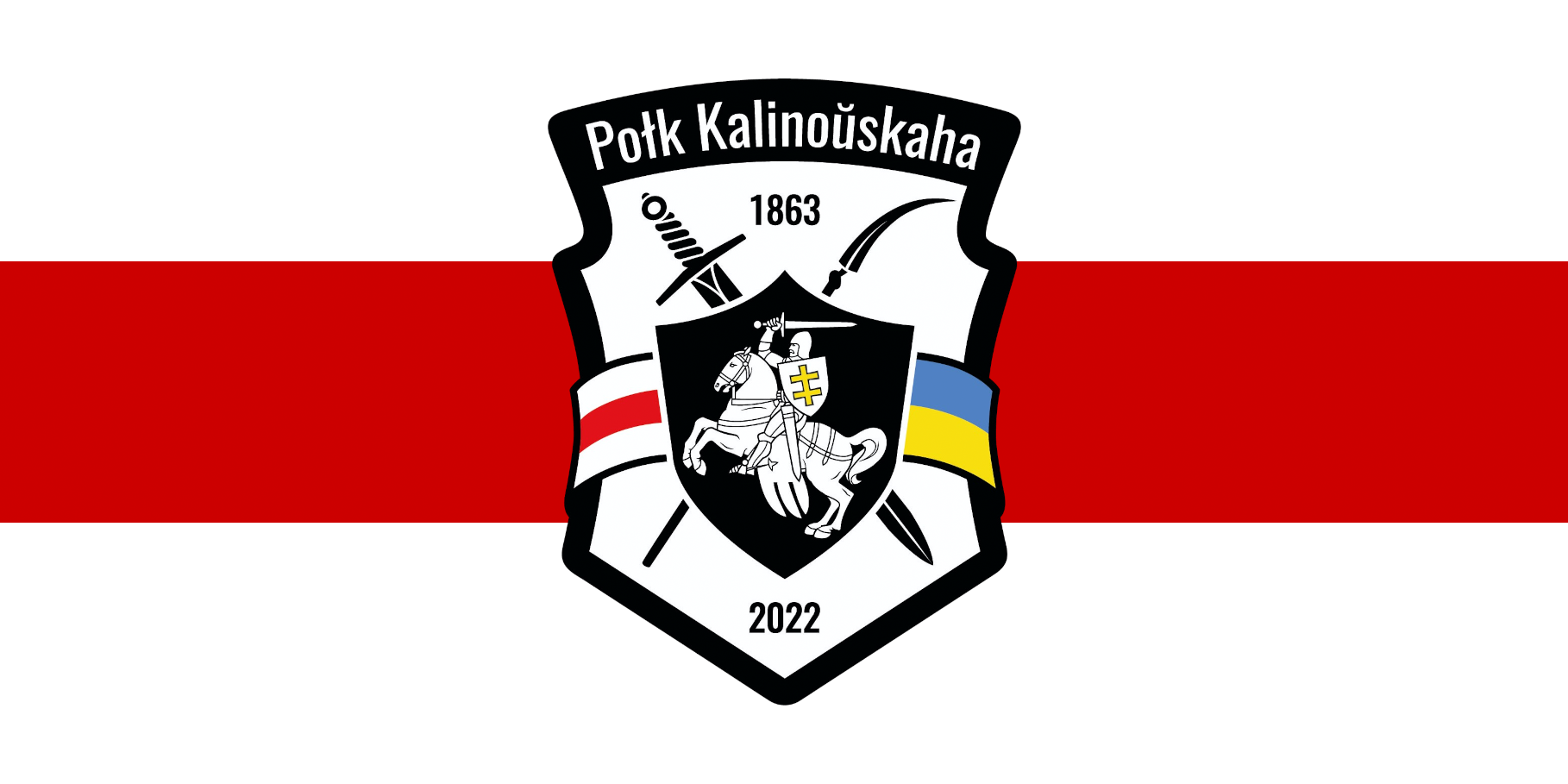
Біло-червоно-білий прапор Білорусі з нарукавником шеврону полку імені Кастуся Калиновського
Біло-червоно-білий прапор із колонами Ґедиміна у формі тризуба білоруської діаспори в Україні, який також використовує полк імені Кастуся Калиновського[21][22]

- Приватний герб «Котвич» (у Польщі відомий із 14 століття, пізніше широко поширений в Великому Князівстві Литовському) являє собою червоний пояс на срібному полі[23].
- Прапор Білоруського особливого батальйону в складі армії Литви (1920). Після приєднання Литви до СРСР прапор вилучено НКВС[24].